# 장빈 (당)
장빈(張蠙, 생몰년 미상)은 중국 당나라 말기, 오대십국 초기의 시인이다. 자가 상문(象文)으로 지주(池州) 사람이다.
어렸을 때부터 시에 재능이 있었는데, 《등단우대》(登單于臺)에는 그가 지었다는 '밝은 해는 땅 속에서 나오고/황하는 하늘 위에서 오네'(白日地中出, 黃河天上來)라는 구절이 있다. 이른 나이에 과거에 실패하고 장안에 머무르면서 "月里路從何處上, 江邊身合幾時歸? 十年九陌寒風夜, 夢掃蘆花絮客衣."라는 시를 지어 장안에 그의 이름을 알렸다고 한다.
건녕 2년(895년) 조관문(趙觀文)의 방에서 진사로 급제하고 교서랑(校書郞)에 제수되었고 역양현위(調櫟陽縣)가 되었으며 서포현령(犀浦縣令)으로 옮겨졌다. 왕건(王建)이 촉(蜀)을 세웠을 때 선부원외랑(膳部員外郞)으로 임명되었다가 후에 금당현령(金堂縣令)이 되었는데 촉의 후주(後主) 왕연(王衍)이 대자사(大慈寺)에 노닐다가 장빈이 지은 벽간제시(壁間題詩)를 보고 "울타리에 내린 가랑비에 가는 풀이 드리우고/수면에 도는 바람이 낙화를 모아오네"(牆頭細雨垂纖草, 水面迴風聚落花)라는 구절을 매우 아꼈으며, 장빈 또한 시 2백 수를 바쳤다고 한다. 후주는 그를 불러들여 지제고(知制诰)로 삼으려 했는데 환관 송광사(宋光嗣)가 그의 경박하고 거만한 성격을 들어 그를 참소해서 결국 무산되었고 백금 1천 냥을 내리는 데에 그쳤다.
문집으로 《장빈시집》(张蠙诗集) 2권이 있었으나 전하지 않고, 《전당시》(全唐詩)에 그의 시 1권이 실려 있으며, 그 가운데에는 당의 과거에 급제하고 귀국하는 무명의 신라인에게 써준 전별시도 있다.
| 급제하고서 신라로 돌아가는 벗을 전송하다 | 급제하고서 신라로 돌아가는 벗을 전송하다 |
| ---------------------------------------- | ---------------------------------------- |
| 家林滄海東                               | 그대의 집 푸른 바다 동쪽에 있어          |
| 未曉日先紅                               | 새벽 되기도 전에 해가 붉다네             |
| 作貢諸蕃別                               | 바치는 물품은 여느 번들과 다르고         |
| 登科幾國同                               | 등과한 이는 다른 나라보다 훨씬 많다네    |
| 遠聲魚呷浪                               | 물결 먹는 고기들의 소리는 멀고           |
| 層氣蜃迎風                               | 바람맞는 신기루는 기운이 층졌네          |
| 鄕俗稀攀桂                               | 고향에 계수나무 꺾은 사람 드무니         |
| 爭來問月宮                               | 다투어 와서 월궁(月宮)에 대해 물으리라.  |

## 참고 자료
- 《군재독서지》(郡齋讀書志) 권18